# Event Horizon Telescope

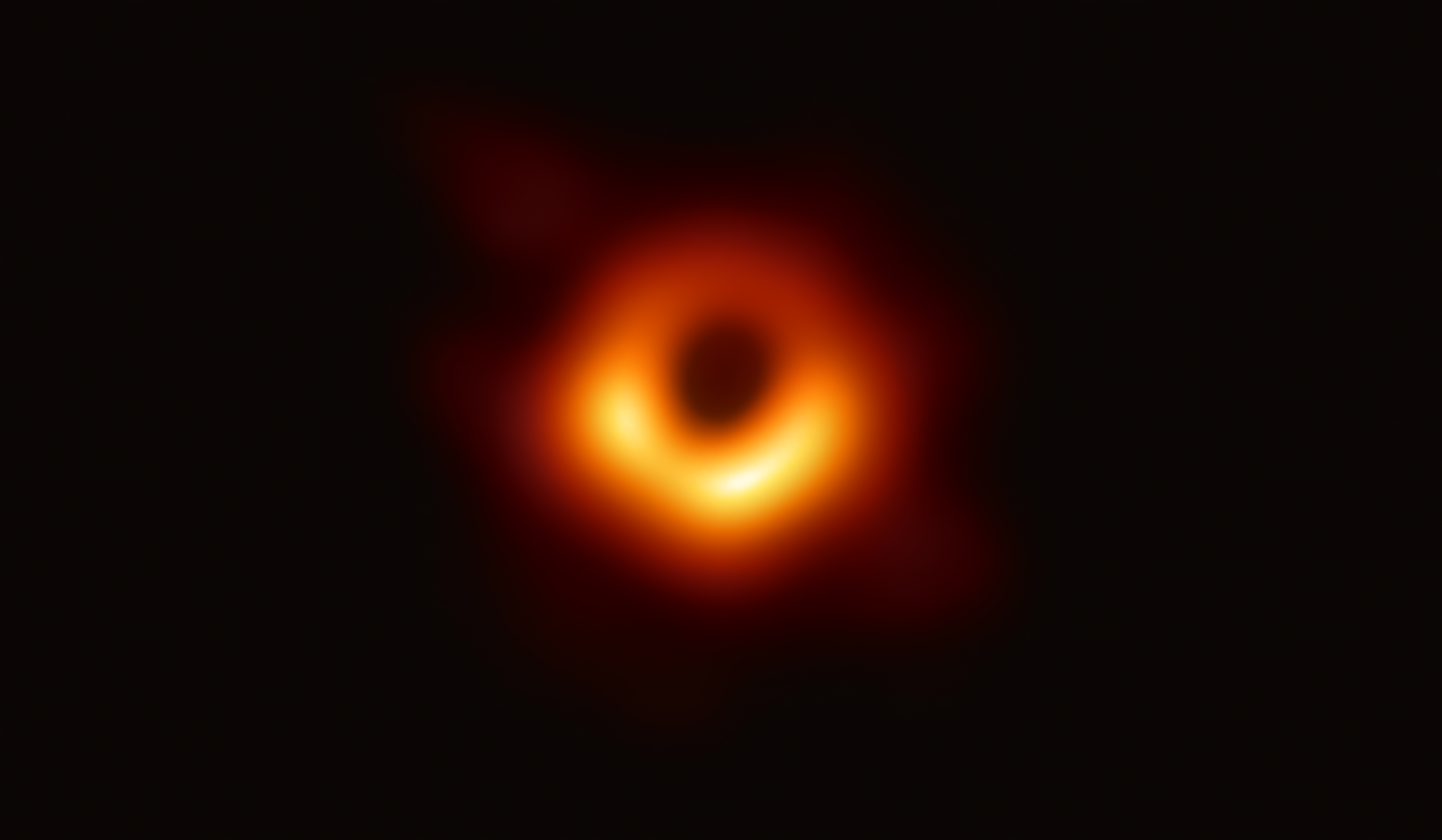
Ricostruzione fotografica dell'orizzonte degli eventi del buco nero supermassiccio al centro della galassia Virgo A, ottenuta grazie ai dati dei radiotelescopi dell'EHT e pubblicata ad aprile 2019. Nell'immagine si può osservare l'«ombra» del buco nero: la materia attratta al suo interno, riscaldandosi, emette luce osservabile parzialmente grazie ai radiotelescopi, rendendo osservabile la zona "in ombra" all'interno del buco nero.

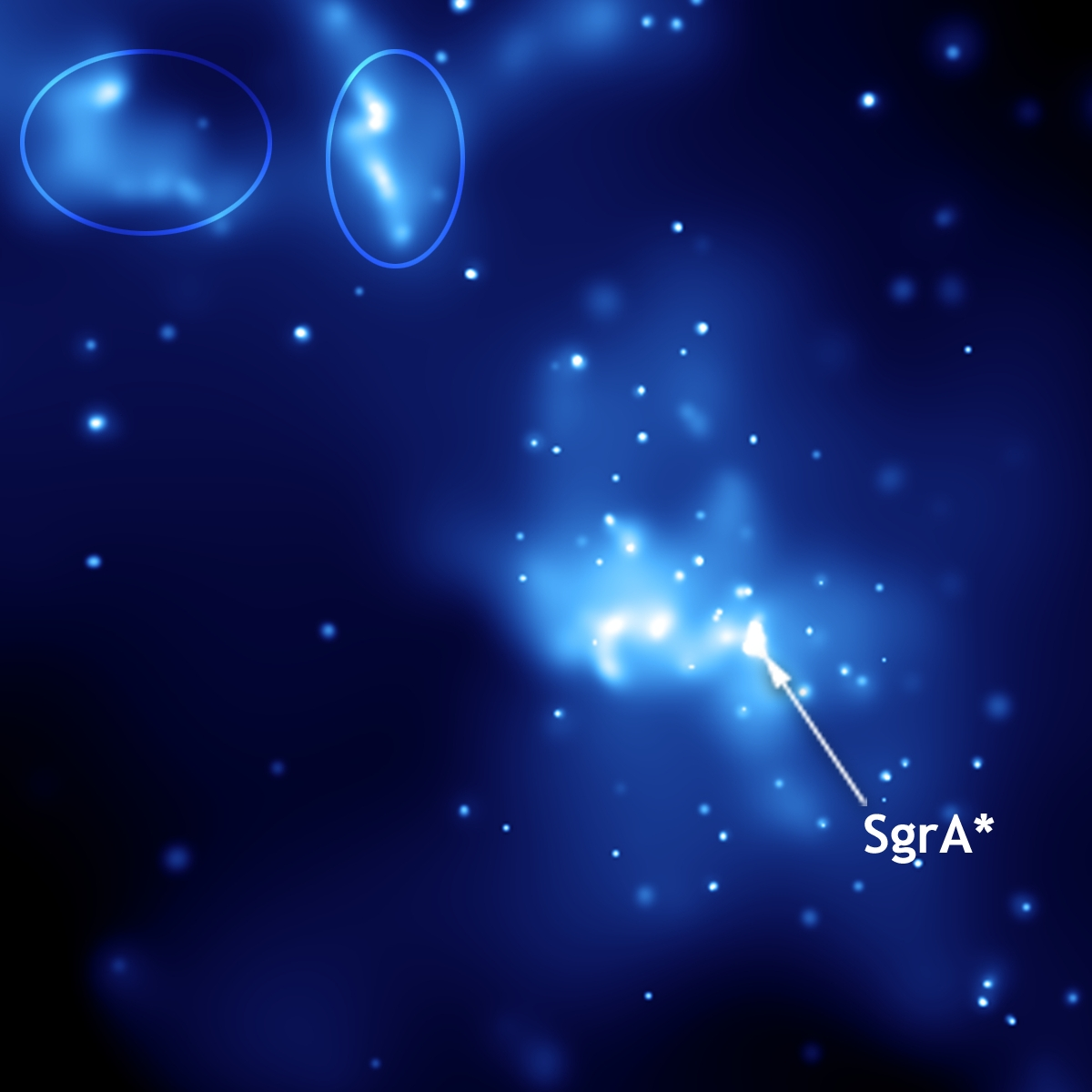
Sgr A* al centro e due immagini di eco luminosa (cerchiati) legati ad una esplosione recente.

L'Event Horizon Telescope (EHT, in italiano traducibile come Telescopio per l'orizzonte degli eventi) è un progetto internazionale costituito con l'obiettivo di studiare l'ambiente circostante Sagittarius A*, il buco nero supermassiccio situato al centro della Via Lattea, così come il buco nero M87 situato al centro della galassia ellittica supergigante Virgo A (o M87). A tal fine è stato predisposto un sistema composto da più radiotelescopi collegati mediante la tecnica dell'interferometria a lunghissima base (VLBI) che consente di ottenere una risoluzione angolare in grado di differenziare l'orizzonte degli eventi dei suddetti buchi neri e sincronizzare i dati provenienti dalle singole stazioni riceventi appartenenti alla rete. La prima immagine di un buco nero (quello al centro della galassia Virgo A) è stata pubblicata il 10 aprile 2019.
Lo studio mediante radiotelescopi sopperisce all'osservazione ottica resa difficoltosa dalle nubi di polveri e gas che circondano il centro della galassia. Poiché anche le onde radio rilevate dai singoli osservatori sono ostacolate da nubi di gas ionizzato, si rende necessaria una rete sub-millimetrica collegata in VLBI, la cui tecnologia è molto recente.

## Panoramica
L'EHT è composto da una rete di radiotelescopi distribuiti sul globo avente come risultante un unico radiotelescopio ad alta sensibilità ed alta risoluzione angolare. Utilizzando la tecnica della Very Long Baseline Interferometry (VLBI), molte antenne radio indipendenti distanti tra esse migliaia di chilometri possono essere utilizzate in un sistema sincrono per creare un telescopio "virtuale" avente come apertura effettiva la distanza tra le stazioni riceventi più lontane. Il progetto comprende lo sviluppo e l'impiego di ricevitori ad onde sub-millimetriche a doppia polarizzazione, con standard di frequenze estremamente stabili che consentono interferometria VLBI a 230–450 GHz, registrazione e back-end (amplificazione e filtraggio dei segnali) a maggiore larghezza di banda, oltre alla messa in opera di nuovi osservatori VLBI sub-millimetrici.
Dalla sua prima acquisizione di dati nel 2006, al gruppo iniziale di osservatori costituenti il progetto EHT si sono progressivamente aggiunti altri centri che hanno dato luogo ad una rete globale di radiotelescopi.

## Ricerca intorno a Sagittarius A*

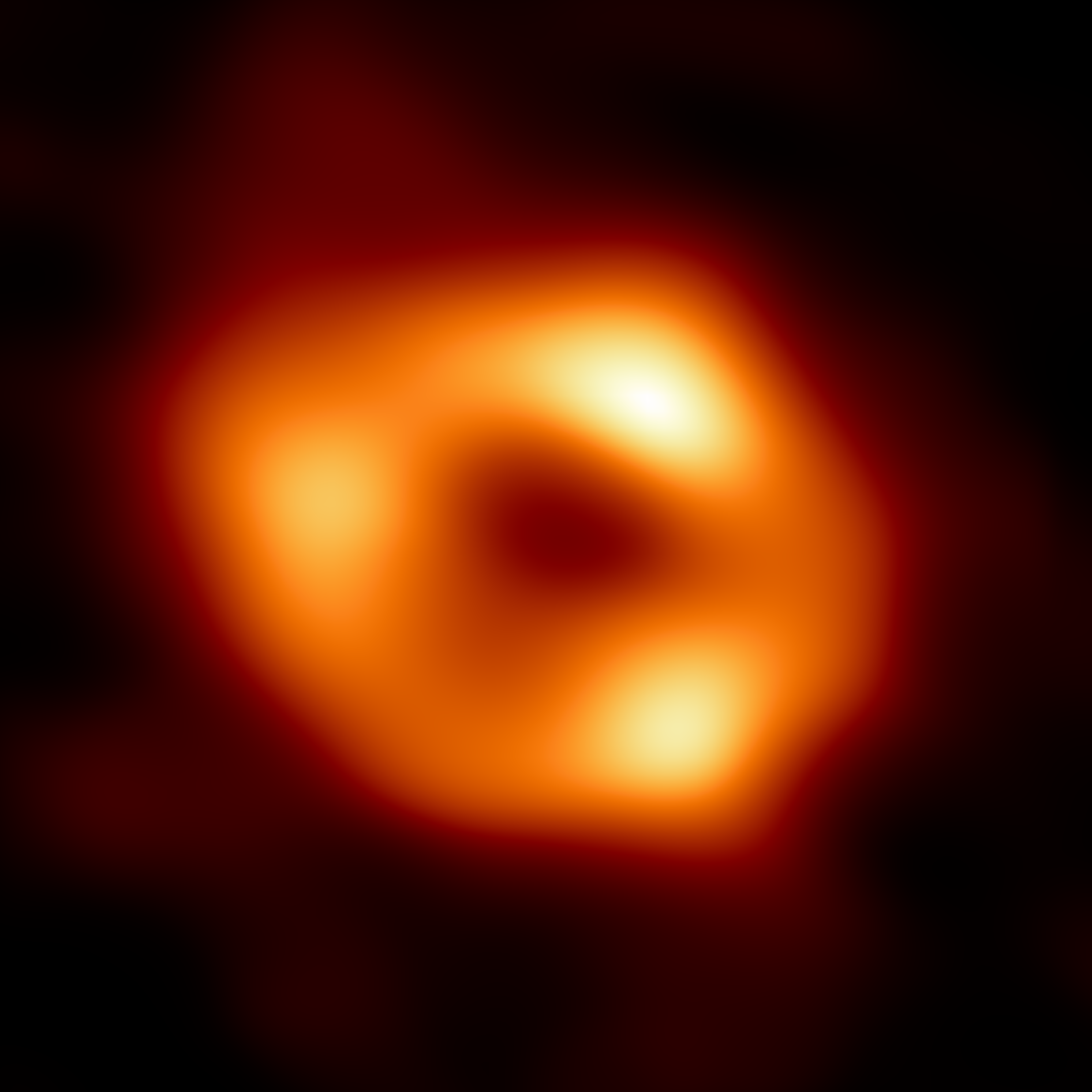
Sagittarius A* fotografato dall’Event Horizon Telescope: il risultato dell'elaborazione delle immagini è stato presentato il 12 maggio 2022

Il primo tentativo di rilevamento diretto dell'ombra di Sagittarius A*, il buco nero che presumibilmente risiede al centro della nostra galassia a circa 26.000 al, è avvenuto ad aprile 2017, grazie ad otto osservatori sparsi per il mondo, tra cui l'ALMA ed il South Pole Telescope, che hanno funzionato come un unico telescopio in modalità interferometrica.. L'EHT è stato puntato nella direzione di Sagittarius A* operando ad una lunghezza d'onda di 1.3 mm, corrispondente ad una frequenza di circa 230 Ghz, che ha consentito di oltrepassare le nubi dense di materiale (gas e polveri) interstellare. I dati raccolti dai vari telescopi sono stati in seguito inviati ed elaborati all'osservatorio Haystack del MIT a Boston, Massachusetts (USA), dove sono stati sottoposti a controlli incrociati e analizzati da un elaboratore composto da circa 800 CPU collegate da una rete a 40 Gbit/s. I dati del South Pole Telescope si sono resi disponibili solo a dicembre 2017, a causa dell'impossibilità di essere trasportati via cargo.
Il progetto è finalizzato anche allo studio delle anomalie gravitazionali, dei getti di plasma e delle leggi che regolano la meccanica quantistica in contrapposizione alle forze relativistiche che contraddistinguono i grandi oggetti del cosmo.

## Istituti partecipanti

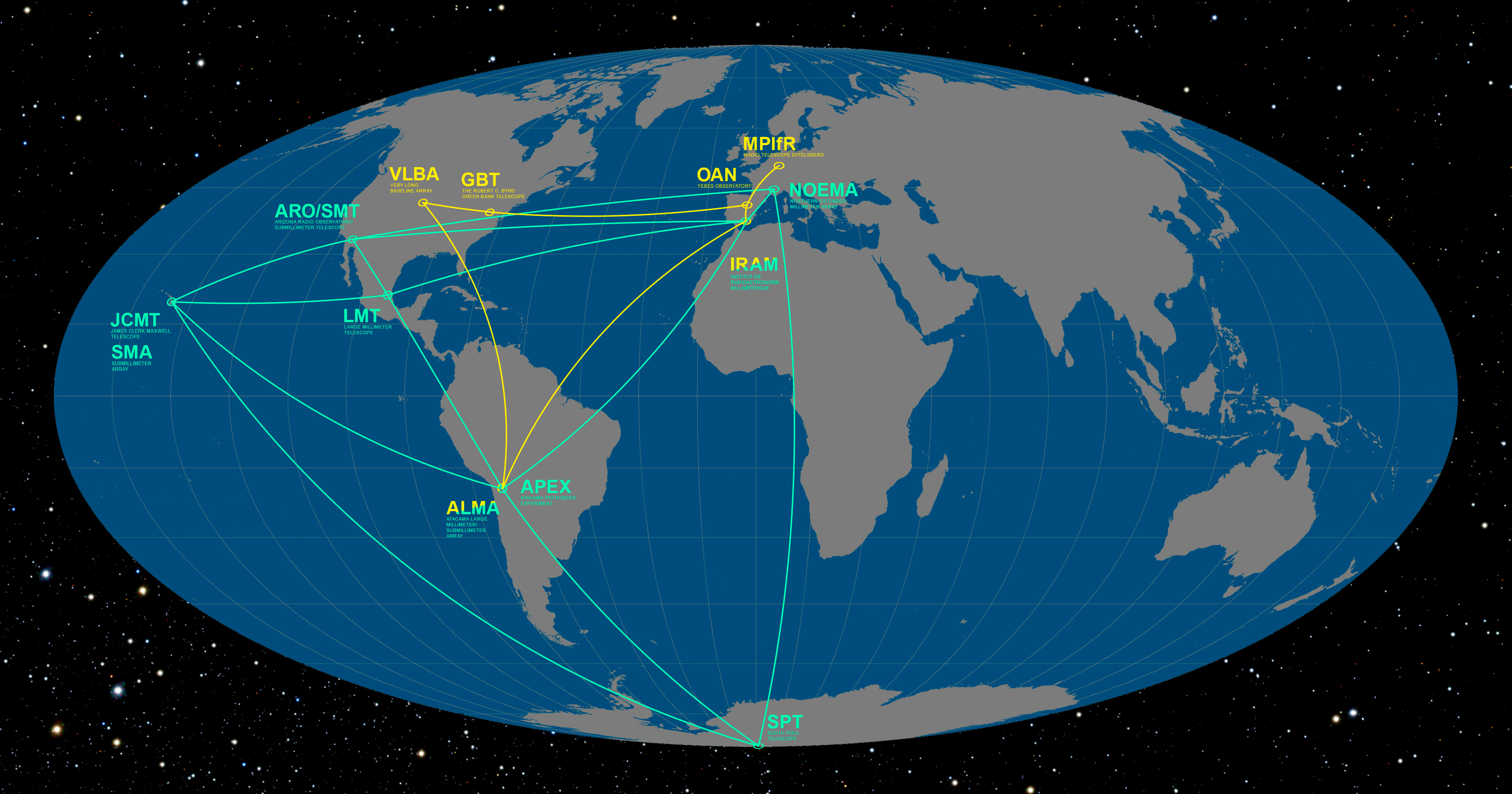
Rete di osservatori in VLBI

Tra gli osservatori partecipanti vi sono:
- ALMA
- APEX (Atacama Pathfinder EXperiment) dell'Osservatorio europeo australe
- Atacama Submillimeter Telescope Experiment (ASTE)
- Caltech Submillimeter Observatory (CSO) del Caltech
- Submillimeter Array
- IRAM, con il radiotelescopio di Pico Veleta e il NOEMA
- Large Millimeter Telescope Alfonso Serrano
- Istituto Max Planck per la Radioastronomia degli Istituti Max Planck
- Osservatorio astronomicco nazionale del Giappone a Mitaka
- National Science Foundation
- Università del Massachusetts
- Harvard-Smithsonian Center for Astrophysics con il Telescopio Greenland[13] da 12 metri

## Progetti integrativi
A settembre 2019, la National Science Foundation ha predisposto finanziamenti per la progettazione di una rete più ampia, unitamente ad una migliore gestione dei dati che possano consentire di studiare buchi neri attivi ed i getti relativistici uscenti.

## Riconoscimenti
Nel 2020 Il Progetto Event Horizon Telescope ha ricevuto la Medaglia Albert Einstein.